# Марумби (горный хребет)
Марумби (порт.  Conjunto Marumbi, порт.  Serra Marumbi ) — труднодоступный горный хребет в Бразилии в штате Парана. Его самая высокая вершина (Олимпо) названа в честь первого известного человека, покорившего её, Жоакина Олимпио Кармелиано де Миранды. Хребет образован следующими горами: Олимпо (1539 м), Боа-Виста (1491 м); Гиганте (1487 м); Понта-ду-Тигре (1400 м); Эсфинге (1378 м); Торре-дус-Синос (1280 м); Аброльос (1200 м); Факаозиньо (1100 м) и Морро-Рошедино (625 м). Большинство этих вершин разделены азимутальными дайками долерита. Так обстоит дело с разделением между Торре-дус-Синос и Аброльосом, называемым ущельем Катедрал, и между Понта-ду-Тигре и Эсфинге, называемым ущельем Лагримас.
С существенными аспектами бразильского атлантического леса, Олимпо долгое время считался самой труднодоступной высотой в штате Парана, и был впервые покорен в 1879 году Жоакимом Олимпио де Мирандой. Природная красота этого места делает Марумби одной из главных туристических достопримечательностей в Паране, а также поощряет занятия экстремальными видами спорта, такими как технический альпинизм и пеший туризм.

## Этимология
Тупинолог Эдуардо Наварро отстаивает две возможные этимологии топонима «Марумби»: от термина лингва-жерал maromby, что означает «река большой рыбы» (maromba, «большая рыба» + 'y, «река»); от португальского термина «marumbi», что означает «озеро, полное рогоза».

## Восхождения

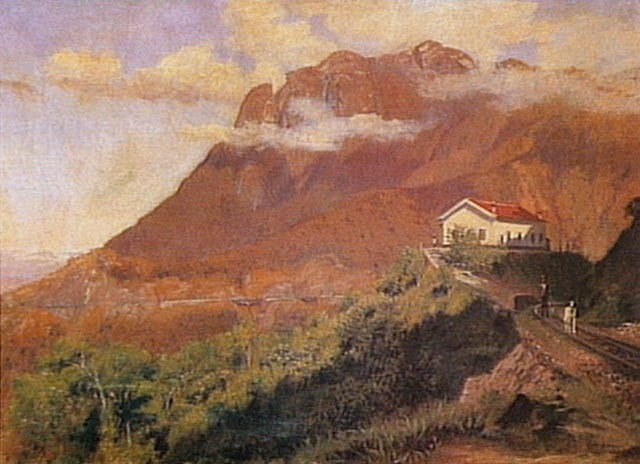
Вид на изгиб Кадеадо, картина Андерсен, Альфредо, около 1920 г., с хребтом Марумби на заднем плане

21 августа 1879 года, в разгар строительства железной дороги, Жоаким Олимпио Кармелиано де Миранда в сопровождении Бенту Мануэля де Леана, Антониу Силвы и Антониу Мессиаса достиг самой высокой точки Марумби, тем самым положив начало альпинизму в Бразилии. Во время своего второго восхождения, год спустя, Жоаким вернулся на вершину в сопровождении четырнадцати человек.
Дата 21 августа, которая знаменует собой покорение Марумби, была выбрана в качестве официального представления Национального дня альпинизма. Решение было принято путем голосования, проведенного Бразильской конфедерацией альпинизма и скалолазания (CBME).